# Silberluk’n
Die Silberluk’n oder Silberlukn ist ein ehemaliges Silberbergwerk in Windpassing im Gemeindegebiet von Neustadtl an der Donau, Niederösterreich.

## Geschichte
Im Zeitalter der aufkommenden Industrialisierung wurde am Ende des 18. Jahrhunderts in vieles Teilen der damaligen Monarchie nach Bodenschätzen gesucht. Auch in Neustadtl an der Donau wurden im Auftrag des Kaisers Proben genommen. Unterhalb der Höflerwiese oder "Jägerwiese" wurden die Beauftragten des Staates schließlich fündig. Nachdem der Silbergehalt eines Gesteinsfundes im "Bachl" bestätigt werden konnte, wurde mit dem Bergbau begonnen und ein etwa 20 Klafter (1 Klafter = 1,89 Meter) weit reichender Stollen ins Gestein getrieben. Mangels ausreichender Fördermengen und wohl auch durch den Beginn der "Napoleonkriege" wurde das Bergwerk jedoch schon nach nur wenigen Jahren aufgegeben. 1831 schließlich versuchte ein ehemaliger Knappe den Abbau wieder in Gang zu bringen, scheiterte jedoch.

## Legenden und Mythen
Noch bis kurz nach dem Zweiten Weltkrieg blieb der Zugang zum alten Bergwerk erhalten und diente während der Kriegsjahre wohl einigen Kriegsflüchtlingen und Deserteuren als Unterschlupf. Viele weitere Episoden und Erzählungen sind bis heute im Volksmund überliefert. Einige gründen dabei durchaus auf Tatsachen, andere entstammen aber eher dem Reich der Mythen. Nach dem Ende des Krieges verschloss ein Erdrutsch den Eingang. Alte Aufzeichnungen sprachen auch von einer Sprengung gleich nach dem Krieg, die sich jedoch als unrichtig herausstellte. Im Jahre 1998 wurde der Eingang vom Fremdenverkehrsverein Neustadtl an der Donau wieder freigelegt und gesichert.
Die Qualität des Wassers im Brunnen in der Silberlukn wurde vor einigen Jahren getestet, und auf Grund seiner Mineralzusammensetzung und Qualität als Mineralwasser deklariert.

## Bedeutung heute
Von 1999 an diente die Silberluk’n als beliebtes Ausflugsziel und konnte bis ins Jahr 2018 von Interessierten besichtigt und besucht werden. Seit 2018 ist dies auf Grund rechtlicher Probleme bezüglich Haftung und privater Besitzverhältnisse nicht mehr möglich.

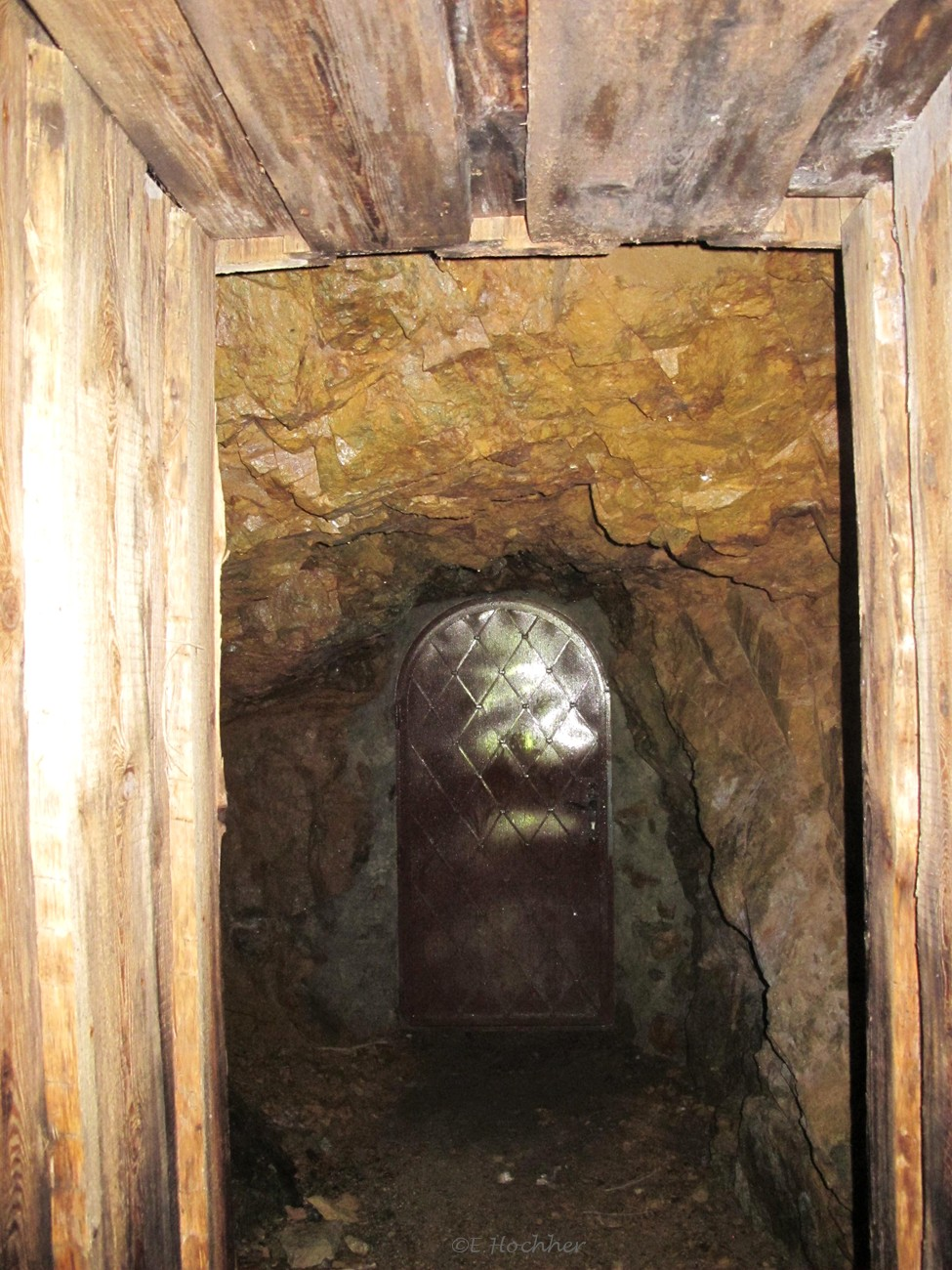
Der Eingangsbereich der Silberluk’n
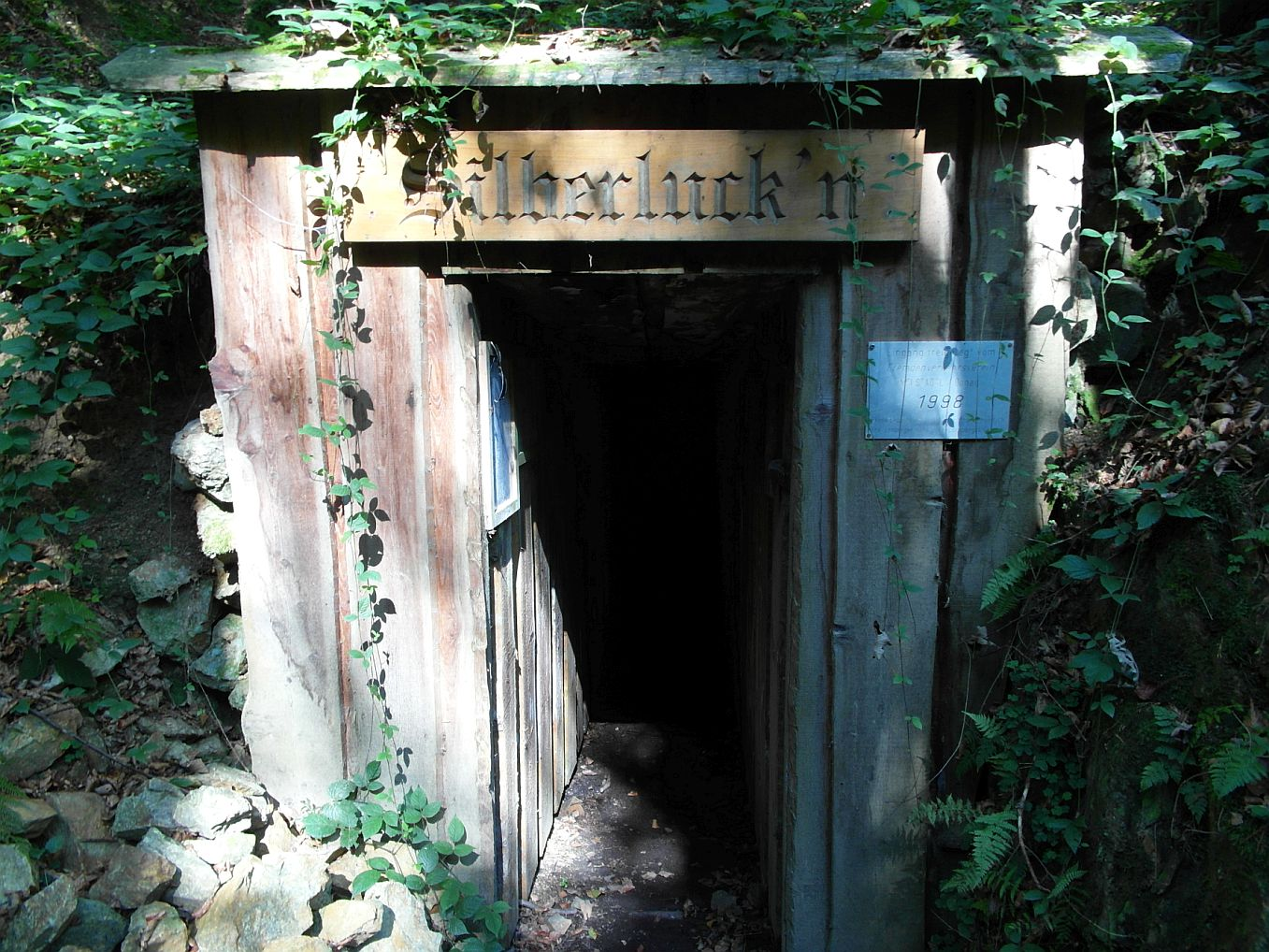
Eingang zur Silberluk’n
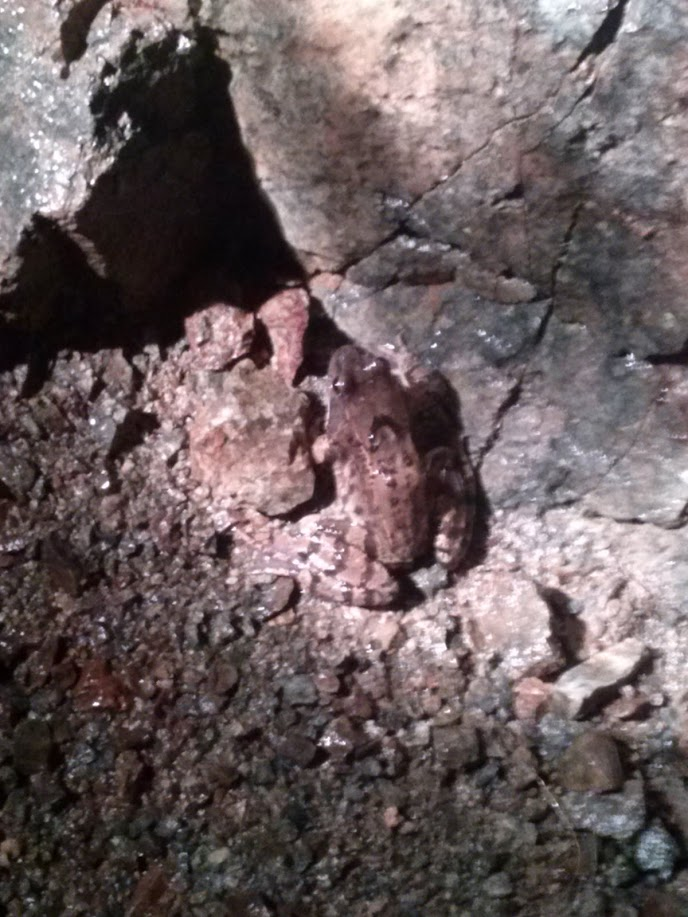
Frösche in der Silberluk’n
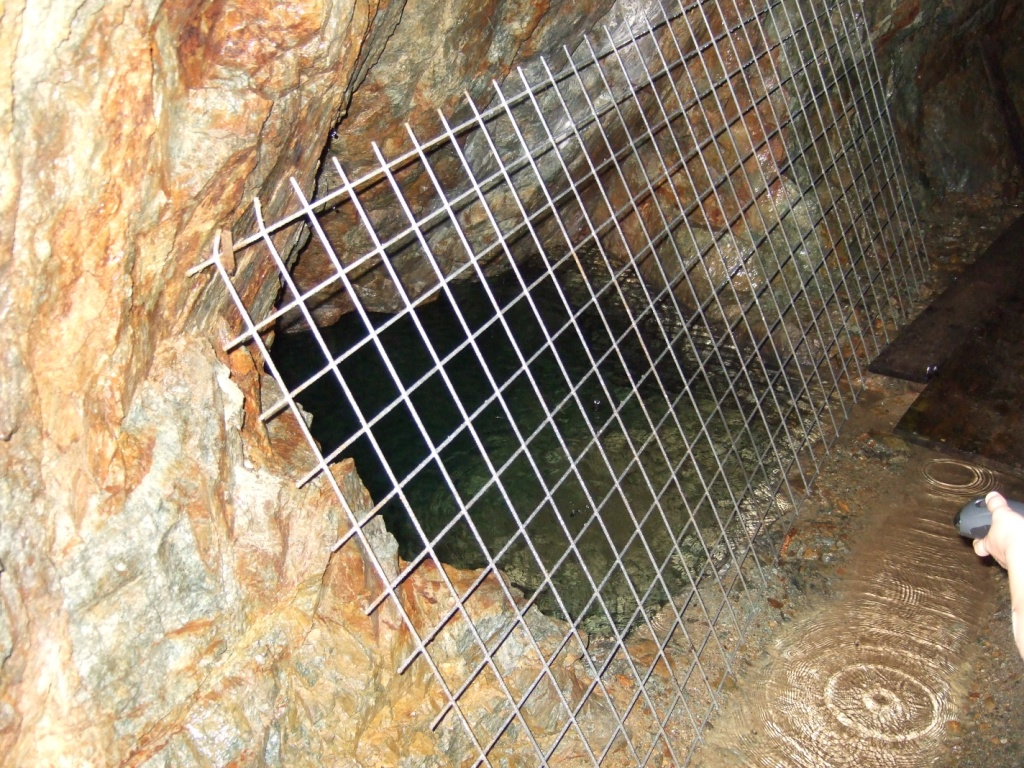
Brunnen in der Silberlukn